# Chumash ineseño
Le chumash ineseño (ou ineseño, yneseño, inezeño) est une langue amérindienne de la famille des langues chumash parlée aux États-Unis, dans la région de Santa Ynez, dans le Sud de la Californie. La langue est éteinte.

## Vocabulaire
Quelques exemples du vocabulaire ineseño.
| français | barbareño  |
| -------- | ---------- |
| trois    | masïx      |
| cinq     | yitipakas’ |
| six      | yitiškom’  |
| sept     | yitimasïx  |